# Санта-Фе (Парана)
Санта-Фе (порт. Santa Fé) — муниципалитет в Бразилии, входит в штат Парана. Составная часть мезорегиона Северо-центральная часть штата Парана. Входит в экономико-статистический микрорегион Асторга. Население составляет 8990 человек на 2006 год. Занимает площадь 276,241 км². Плотность населения — 32,5 чел./км².

## История
Город основан 15 марта 1957 года. 

## Статистика
- Валовой внутренний продукт на 2003 год составляет 64 280 784,00 реалов (данные: Бразильский институт географии и статистики).
- Валовой внутренний продукт на душу населения на 2003 год составляет 7194,27 реалов (данные: Бразильский институт географии и статистики).
- Индекс развития человеческого потенциала на 2000 год составляет 0,773 (данные: Программа развития ООН).